# Recea-Cristur
Recea-Cristur (in ungherese Récekeresztúr) è un comune della Romania di 1 587 abitanti, ubicato nel distretto di Cluj, nella regione storica della Transilvania.
Il comune è formato dall'unione di 9 villaggi: Căprioara, Ciubanca, Ciubăncuța, Elciu, Escu, Jurca, Osoi, Pustuța, Recea Cristur.